# Injektion
Als Injektion (von lateinisch inicere „hineinwerfen“) bezeichnet man in der Medizin das parenterale (unter Umgehung des Darmtraktes erfolgende) Einbringen von gelösten oder suspendierten Arzneimitteln in den Körper.
Die Injektion wird im Allgemeinen mittels einer Spritze mit aufgesetzter Kanüle durchgeführt. Im Gegensatz zur Instillation, wird bei der Injektion mindestens eine physische Barriere, wie zum Beispiel die Haut oder Schleimhaut durchstochen. Wenn jedoch eine Körperhöhle mittels Punktion erreicht ist, kann hier eine Instillation folgen. In Abgrenzung zur Infusion handelt es sich bei der Injektion um eine oft manuell getätigte, relativ schnelle Verabreichung des Arzneimittels. Allerdings gibt es Überschneidungen, vor allem beim Einsatz von Infusions- beziehungsweise Spritzenpumpen. Die Umkehrung der Injektion, also die Gewinnung von Flüssigkeit oder Gewebe aus dem Organismus wird als Aspiration (bei Flüssigkeiten) oder als Biopsie (bei Gewebe) bezeichnet. Der Aspiration oder Biopsie, genau genommen auch der Injektion, geht die Punktion voraus.

## Geschichte der Injektion

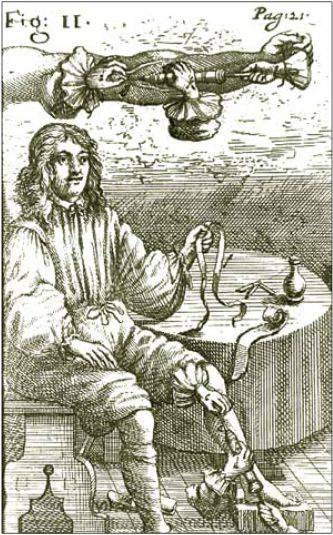
Intravenöse Injektion am Menschen. Aus: Clysmatica nova, 1667

In der Antike und im Mittelalter wurden Substanzen zwar „gespritzt“, jedoch nicht in das Gewebe oder in Gefäße, sondern in frei zugängliche Körperöffnungen.
Nachdem William Harvey (1578–1657) im Jahre 1628 erkannte, dass das Gefäßsystem einen Kreislauf darstellt, injizierten Christopher Wren (1632–1723) und Robert Boyle vermutlich 1656 einem Hund Bier, Wein und eine Opiumlösung, woraufhin Wren eine betäubende Wirkung des Opiums auf das Gehirn annahm. Wren verwendete dabei einen mit einer Tierblase versehenen Federkiel, den er in eine freigelegte Vene einband.
Die ersten dokumentierten intravenösen Injektionen beim Menschen wurden von Johann Sigismund Elsholtz (1623–1688) in Berlin an drei kranken Soldaten vermutlich im Jahre 1663 durchgeführt.
Um 1665 publizierte Johann Daniel Major seine intravenöse Injektionen und Infusionen betreffende Arbeit Chirurgia infusoria placidis ….
Erste Injektionen mit modernen Hohlnadeln und aus Glas und Metall gefertigten Spritzen wurden nach deren Erfindung ab 1845 durch Francis Rynd (1801–1861) und Alexander Wood (1855) sowie Charles G. Pravaz (1853) gebräuchlich.

## Wirkung von Injektionen

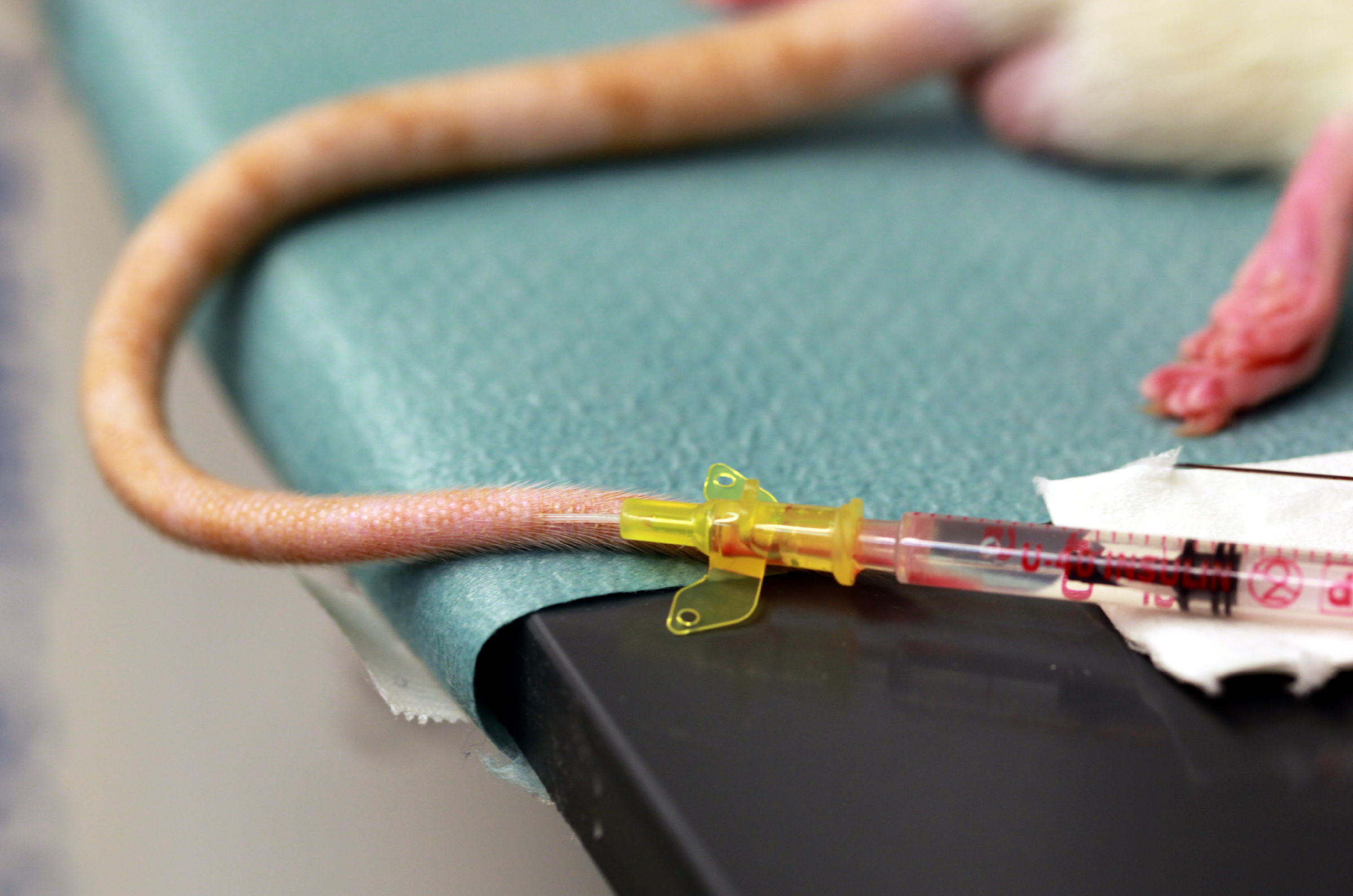
Die Injektion eines Wirkstoffes in die Schwanzvene einer Farbratte

Bei der Injektion werden grundsätzlich zwei verschiedene Wirkprinzipien unterschieden. Zum einen kann das injizierte Agens direkt am Ort der Injektion, also lokal wirken. Dies ist zum Beispiel bei einer Lokalanästhesie der Fall, bei der das Anästhetikum direkt an die entsprechenden Nervenendigungen oder deren Leitungsbahnen injiziert wird und dort pharmakologisch wirkt.
Zum anderen kann das Arzneimittel direkt, wie bei der intravenösen Injektion, oder indirekt über die Nutzung einer Depotwirkung, wie bei der subkutanen Injektion, in den Blutkreislauf gelangen und von dort eine generalisierte pharmakologische Wirkung ausüben.
Injektionen wirken im Allgemeinen schneller und stärker als oral gegebene Medikamente, da sie auf dem Weg zum Wirkort weniger physiologische Schranken überwinden müssen. Außerdem gibt es Medikamente, wie zum Beispiel Proteinmedikamente wie Insulin oder Antikörper, welche parenteral gegeben werden müssen, da sie bei einer oralen Aufnahme nicht oder nicht in ausreichender Menge in den Blutkreislauf aufgenommen (resorbiert) werden, durch Enzyme des Verdauungstrakts abgebaut werden oder durch die im Magen vorhandene Salzsäure zerstört werden.
Demgegenüber stehen das Infektionsrisiko durch den Eintrag von Krankheitserregern in den Körper und andere Risiken, die je nach Injektionsweg zu beachten sind.
Da sich mit parenteral applizierten Wirkstoffen technisch leichter ein definierter Plasmaspiegel einstellen lässt als mit oral gegebenen Medikamenten, kommt der intravenösen Injektion insbesondere in der Notfallmedizin ein hoher Stellenwert zu.

## Injektionsarten
Injektionen werden im Allgemeinen danach benannt, in welches Gewebe oder Organ das Arzneimittel injiziert wird. Die häufigsten und bekanntesten Arten sind die subkutane (abgekürzt: s.c.) Injektion, die intramuskuläre (i. m.) Injektion und die intravenöse (i.v.) Injektion. Darüber hinaus gibt es eine Reihe weiterer, seltener angewandter Injektionen, die für diagnostische oder therapeutische Zwecke verwendet werden.

### Subkutane Injektion
Bei der subkutanen Injektion, bereits 1853 von Charles Pravaz mit einer Subkutanspritze zur Therapie verwendet, wird in die Subkutis, also das in der Tiefe der Haut liegende Gewebe, das vorrangig aus Fettzellen besteht, injiziert. Von hier aus wird das Arzneimittel relativ langsam und über einen längeren Zeitraum in die kapillären Blutgefäße aufgenommen. Dieser als Depotwirkung bezeichnete Vorgang ist vielfach erwünscht, um den Medikamentenspiegel über einen längeren Zeitraum im therapeutischen Bereich zu halten.
Die subkutane Injektion ist besonders einfach durchzuführen. Sie ist wenig schmerzhaft, komplikationsarm und kann auch vom Patienten selbst vorgenommen werden. Sie eignet sich in der Regel nur für geringe Stoffmengen (maximal 1 bis 2 Milliliter). Für die subkutane Verabreichung eignen sich Medikamente wie Insulin (zur Behandlung von Diabetes mellitus) und Heparinpräparate (zur Thromboseprophylaxe), aber auch verschiedene Impfungen und andere Medikamente. Subkutane Injektionen zur Erzielung einer Infiltrationsanästhesie werden seit dem Ende des 19. Jahrhunderts durchgeführt.

### Intramuskuläre Injektion
Auch die intramuskuläre Injektion bei normal großen und schweren Patienten ist nicht besonders schwierig, muss aber von geschultem Personal durchgeführt werden, da sie mit größeren Risiken behaftet ist (ärztliche Tätigkeit, aber delegierbar). Es können schmerzhafte Verletzungen der Knochenhaut auftreten oder es kann versehentlich eine intravenöse oder intraarterielle Injektion erfolgen. Außerdem kann es zu dauerhaften Nervenschädigungen bis hin zu Lähmungen kommen. Gelegentlich ist die Entstehung eines Spritzenabszesses zu beobachten. In bestimmten Situationen ist die intramuskuläre Injektion kontraindiziert z. B. bei Störungen der Blutgerinnung. Stoffmengen bis zu 20 ml können verabreicht werden. Oft wird der intramuskuläre Weg gewählt, wenn ein langsamer und lang anhaltender Wirkungseintritt gewünscht ist oder eine orale Verabreichung nicht in Frage kommt. Häufig intramuskulär gegebene Mittel sind Schmerzmittel, Kortikoide und Kontrazeptiva. Hauptzugangspunkt, insbesondere bei Impfungen, ist der Deltamuskel, ansonsten der mediale Glutealmuskel. Der Injektionsort am Gluteus wird heute üblicherweise nach der Methode von Anton v. Hochstetter aufgesucht.

### Intravenöse Injektion
Die intravenöse Injektion ist technisch schwieriger, weil zuerst eine Venenpunktion durchgeführt werden muss. Ist bereits ein venöser Zugang vorhanden, beispielsweise ein Venenkatheter, wird dieser Zugang verwendet. Vorteile sind ein besonders schneller Wirkungseintritt und die Möglichkeit, größere Mengen an Flüssigkeit zu verabreichen. Allerdings liegt darin auch ein Risiko, da manche Medikamente bei schneller Verabreichung besondere Nebenwirkungen haben können. Weitere Risiken liegen auch in einer Thrombophlebitis, d. h. einer oberflächlichen Thrombose bei Entzündung dieser Venen.
Intravenöse Injektionen wirken im Allgemeinen schneller und besser als oral gegebene Medikamente, da sie auf dem Weg zum Wirkort weniger physiologische Schranken überwinden müssen. Außerdem gibt es Medikamente (z. B. Proteinmedikamente wie Insulin oder Antikörper), welche parenteral (unter Umgehung des Darmtraktes) gegeben werden müssen, da sie bei einer oralen Aufnahme nicht bzw. nicht in ausreichender Menge in den Blutkreislauf aufgenommen (resorbiert) werden, durch Enzyme des Verdauungstrakts abgebaut werden oder durch die im Magen vorhandene Salzsäure denaturiert und damit funktionsunfähig gemacht werden.
Demgegenüber steht das Infektionsrisiko durch Eintrag von Bakterien in den Körper und andere Risiken, die je nach Injektionsweg zu beachten sind. Da sich mit parenteral applizierten Wirkstoffen technisch leichter ein definierter Blutspiegel einstellen lässt als mit oral gegebenen Medikamenten, kommt der intravenösen Injektion insbesondere in der Notfallmedizin ein hoher Stellenwert zu.

### Weitere Injektionsarten
Neben den oben beschriebenen Injektionen gibt es weitere Formen:
- intraarteriell – Injektion in das Lumen einer Arterie,
- intraartikulär – Injektion in ein Gelenk,
- intrakardial – Injektion in das Herz,
- intrakutan (i.c.) – Injektion direkt in die Lederhaut, beispielsweise im Rahmen der Allergie- und Tuberkulosediagnostik,
- intraossär – Injektion in das Knochenmark,
- intraperitoneal – Injektion in die Bauchhöhle,
- intrapulmonal – Injektion in die Lunge,
- intrathekal – Injektion in die Liquorräume des zentralen Nervensystems,
- intravitreal oder intraokular – Injektion in den Glaskörper des Auges,
- intrazölomatisch – Injektion in das Zölom bei verschiedenen Tieren

Rückenmarksnahe Injektionen, wie zum Beispiel in den Subarachnoidal- oder Periduralraum finden in der Regionalanästhesie, beispielsweise in Form der Periduralanästhesie Anwendung.
Auch nadelfreie Injektion ist möglich. Sie soll schmerz- und verletzungsärmer wirken.

## Rechtliche Aspekte der Injektion
Jede Injektion stellt einen Eingriff in die körperliche Unversehrtheit des Menschen dar und berührt somit die Straftatbestände nach § 223 bis § 230 StGB. Dadurch ergibt sich die Notwendigkeit einer Einwilligung durch den Patienten zur Injektion. Diese wiederum ist an eine fachgerechte vorherige Aufklärung über Notwendigkeit der Injektion, ihre Folgen und Risiken, sowie an eine qualifizierte Ausführung gebunden. Ist der Patient nicht einwilligungsfähig, muss – in der Regel in einer Notfallsituation – die Injektion entsprechend dem mutmaßlichen Willen durchgeführt oder unterlassen werden.
Verantwortlich für die Injektion ist prinzipiell und in jedem Fall der behandelnde Arzt. Dieser hat jedoch die Möglichkeit, die Injektion an eine entsprechend qualifizierte Person zu delegieren.